# Woesten
Woesten est une localité située en Belgique, dans la province de Flandre-Occidentale. C'est une section de la commune de Vleteren. C'était une commune à part entière avant la fusion des communes de 1977.

## Étymologie
Le nom de Woesten vient de wastina qui signifie « plaine déserte ». L'endroit est mentionné au XIIe siècle comme solitudo renyngensis, « la plaine déserte de Reninge ». Au cours du XIIIe siècle, on retrouve le nom Wastina.

## Démographie

### Évolution démographique
- Sources : INS, Rem. : 1831 jusqu'en 1970 = recensements, 1976 = nombre d'habitants au 31 décembre[2].

## Géographie
Le centre du village se trouve au carrefour de la route N8 entre Furnes et Ypres et de la Poperingestraat (« rue de Poperinge ») en direction de Poperinge ; les habitations se répartissent ensuite en ruban le long de ces routes.

## Histoire
Vers 1215, les revenus de Wastina étaient revendiqués à la fois par le chapitre de Thérouanne et par l'abbaye de Watten. En 1215, les deux parties concluent un accord en présence de A. évêque de Thérouanne.
La paroisse et l'église ont été dédiées à sainte Rictrude. L'église gothique Sainte-Rictrude (Sint-Rictrudiskerk en néerlandais) date du XVe siècle et possède une tour massive sans cime. 
Pendant la Première Guerre mondiale, des troupes alliées ont séjourné à Woesten, notamment en novembre 1914, le front se situant à proximité, (Première bataille d'Ypres, Bataille d'Ypres (1915).
L'église a été ravagée pendant ce conflit, mais a été reconstruite en 1922/23. 

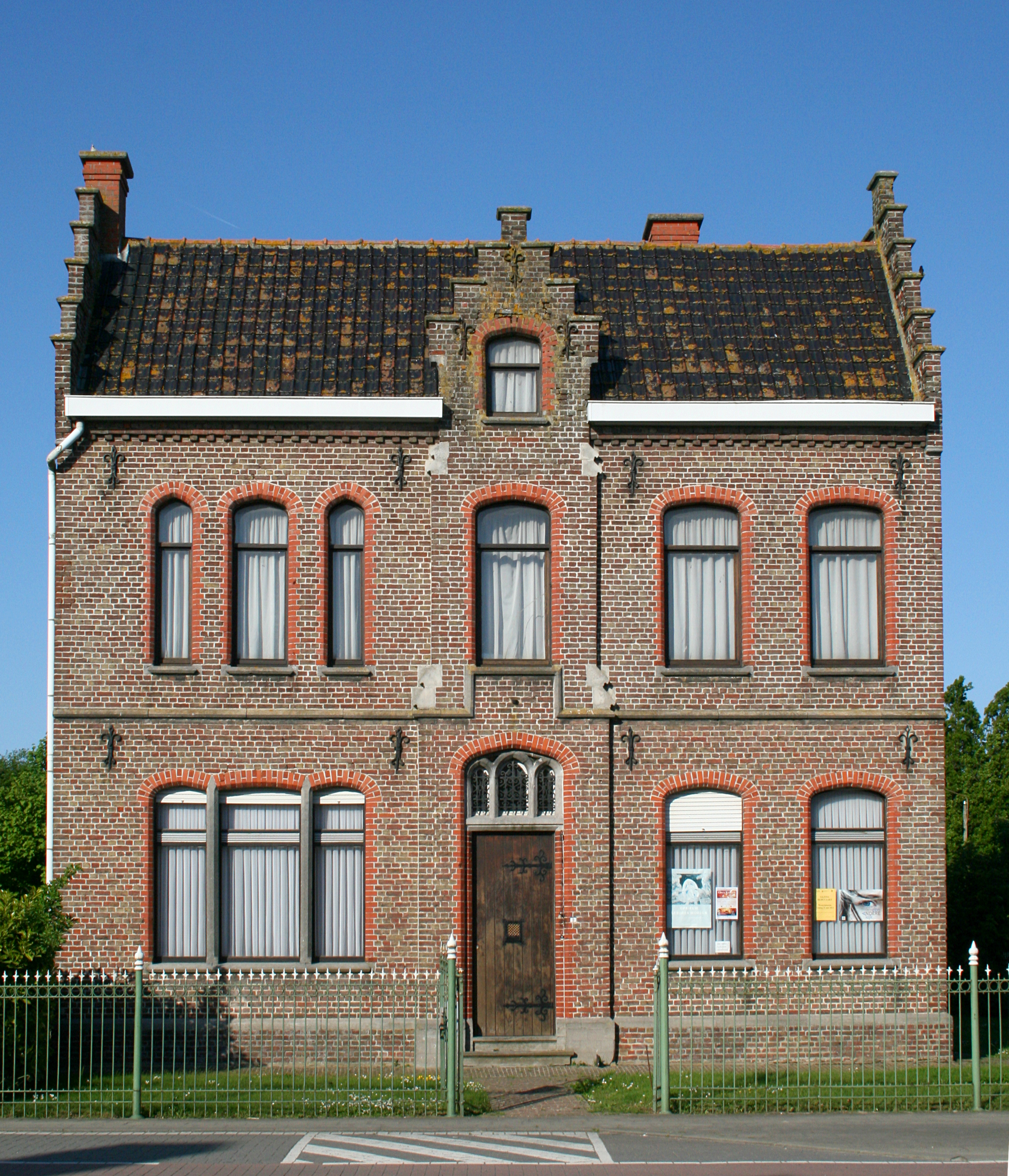
Le presbytère classé.